# Lydipta pumilio
Lydipta pumilio là một loài bọ cánh cứng trong họ Cerambycidae.